# Етнологічний міссіонерський музей
Етнологічний місіонерський музей (італ. Museo missionario etnologico) — один з музеїв Ватикану. Перша експозиція музею була створена в 1926 році за наказом папи Пія XI і розмістилася в Латеранському палаці (до 1963 року), потім папа Павло VI переніс її до Ватикану, в новий будинок. Спочатку в колекції музею знаходилося близько 40.000 експонатів, пізніше спеціальна комісія відібрала до 100.000 об'єктів з усього світу для поповнення експозиції. У музеї представлені експонати, що ілюструють релігійні культи різних країн (Китай, Корея, Тибет і Монголія, Японія, Африка, Америка, Океанія). Особливий інтерес викликають моделі небесного палацу з Пекіну, вівтар Конфуція та синтоїстьського храму із старої столиці Японії — Нари.